# Геохімія гідротермальних процесів
Геохімія гідротермальних процесів (рос.геохимия гидротермальных процессов, англ. geochemistry of hydrothermal processes) — розділ геохімії, який вивчає властивості, склад і діяльність перегрітих водяних розчинів, їх фазовий склад, рН, температуру і тиск, концентрацію, форму знаходження хімічних елементів (форму переносу), умови утворення (відкладення) і перетворення мінералів. Основним методами вивчення є дослідження мінеральних асоціацій, складу газово-рідинних включень, термодинамічний аналіз, фізико-хімічний експеримент.